# 维利耶莱欧
维利耶莱欧（法語：Villiers-les-Hauts，法語發音：[vilje le o]）是法国勃艮第-弗朗什-孔泰大区约讷省的一个市镇，属于阿瓦隆区。

## 地理
维利耶莱欧（47°43'35"N, 4°8'54"E）面积19.12 平方千米，位于法国勃艮第-弗朗什-孔泰大區约讷省，该省份为法国中北部内陆省份，西接卢瓦雷省，西北接塞纳-马恩省，南至涅夫勒省，东临科多尔省，东北与奥布省接壤。
与维利耶莱欧接壤的市镇（或旧市镇、城区）包括：菲尔维、昂西勒弗朗、阿尔芒松河畔阿让特伊、沙西涅勒、埃蒂韦、尼伊、帕西伊。
维利耶莱欧的时区为UTC+01:00、UTC+02:00（夏令时）。

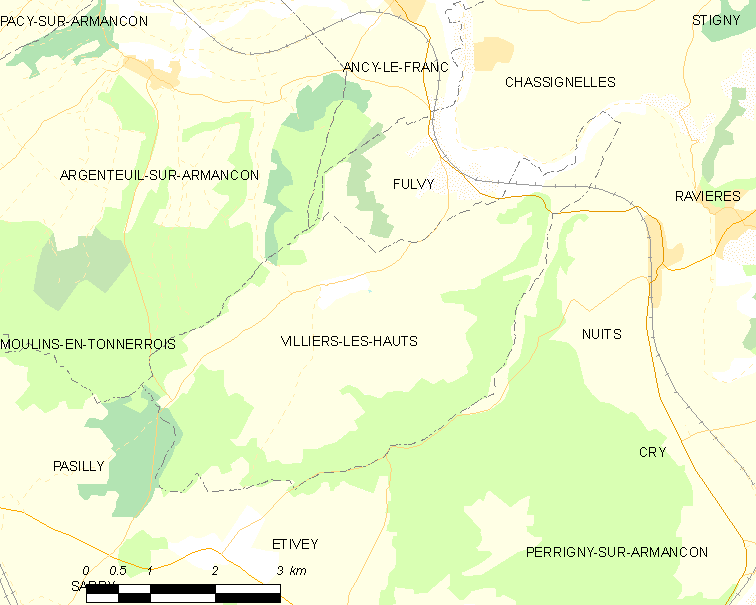
维利耶莱欧的OSM定位图

## 行政
维利耶莱欧的邮政编码为89160，INSEE市镇编码为89470。

## 政治
维利耶莱欧所属的省级选区为托内鲁瓦县。

## 人口

1962-2008年间维利耶莱欧人口变化图示

维利耶莱欧于2022年1月1日时的人口数量为125人。